# Balanescu Quartet
Balanescu Quartet este un cvartet de coarde avantavangardist, fondat în 1987 de către Alexander Bălănescu, care a devenit faimos prin lansarea cîtorva versiuni cover complexe pe muzica  trupei  experimental-electronice germane Kraftwerk, de pe albumul lor  Possessed .
Forța motrice a cvartetului a fost întotdeauna compozitorul principal și fondatorul, Alexander Bălănescu, împreună cu Clare Connors, vioară, care de asemenea a jucat, un rol important.
Cvartetul este în principal notabil pentru stilul lor foarte distinctiv de muzică, care cuprinde ritmuri de timp ciudate, disonanțe de sunet și aranjamente complexe. Au realizat și interpretat lucrări multiple, cu o varietate de alți artiști, inclusiv Philip Glass, David Byrne, Gavin Bryars, Michael Nyman, Rabih Abou-Khalil, Kevin Volans, Hector Zazou, Spiritualized, Yellow Magic Orchestra și Pet Shop Boys. Albumele lor timpurii au fost lansate la casele de discuri Mute Records și Records Argo.

## Istoric

### Componență
Quartet-ul a fost inițial format din Alexander Bălănescu (la vioară), Clare Connors (a doua vioară), Bill Hawkes (la violă) și Caroline Dale (la violoncel).
Componența actuală este formată din Alexander Bălănescu (la vioară), James Shenton (a doua vioară), Helen Kamminga (la violă) și Nick Holland (la violoncel).

### Realizări
Încă de la fondarea sa din 1987, Balanescu Quartet a dobândit reputația de a fi unul dintre cele mai bune ansambluri muzicale ale muzicii contemporane. Condus de violonistul virtuoso și compozitorul Alexander Balanescu, cuartetul a explorat frontiere muzicale necunoscute până atunci. Această „expediție” pe teritorii muzicale ne-explorate a relevat sensibilitatea grupului muzical, care este mult mai aproape de cea a unui trupe de muzică rock decât cea a unui grup interpretând muzică cultă, relevând totodată pasiunea lui Bălănescu față de intercomunitatea și fluiditatea dintre diverse domenii și stiluri muzicale.
De la colaborarea cu varii muzicieni, precum compozitorii Michael Nyman și Gavin Bryars, la proiecte foarte diferite realizate împreună cu Lounge Lizard (John Lurie), Jack de Johnette, Ornette Coleman, David Byrne,  Pet Shop Boys, Spiritualized, Kate Bush și Kraftwerk, cei patru au creat un stil inconfundabil, care i-a diferențiat limpede față de orice alt cuartet de coarde. Spectacolele lor live sunt remarcabile prin energie și dinamism. Concertele grupului au avut loc în locații foarte diferite, așa cum sunt scena londoneză South Bank Centre și Knitting Factory din New York City, sau în conjuncturi foarte diferite - cuartetul a susținut deschiderea unui concert al trupei Pet Shop Boys, de pe Wembley Arena - fiind mereu în căutarea a noi arene, public și locații pentru a-și prezenta muzica lor în noi contexte. Astfel, au prezentat actuala versiune a University Challenge la canalul de televiziune BBC2 din Regatul Unit..
Albumele lor timpurii au fost înregistrate la casele de discuri Mute Records și Argo Records (care a funcționat între 1951 și 1998).

## Discografie

### Albume proprii
- Possessed (1992)
- Luminitza (1994)
- Angels & Insects (1995) (coloană sonoră)
- Maria T (2005)
- This Is The Balanescu Quartet (2011)

### În colaborare
- Michael Nyman - String Quartets 1-3 – împreună cu Balanescu Quartet (1991)
- Balanescu Quartet Play Byrne/Moran/Lurie/Torke - împreună cu David Byrne, Robert Moran, John Lurie și Michael Torke (1992)
- Kevin Volans - String Quartets Nos. 2 & 3 – interpretat de Balanescu Quartet (1994)
- Gavin Bryars - The Last Days - împreună cu Balanescu Quartet (1995)
- Rabih Abou-Khalil - Arabian Waltz - împreună cu Balanescu String Quartet (2002)
- Optimo - How To Kill The DJ (Part 2) – conține muzică de Balanescu Quartet (2004)
- Michael Torke - Six - împreună cu Balanescu Quartet (2005)
- Ada Milea & Alexander Balanescu - The Island - împreună cu Balanescu Quartet (2011)
- Tricky Teho Teardo - Diaz împreună cu Balanescu Quartet (2012) (coloană sonoră pentru filmul lui Daniele Vicari)